# Michał Kwiatkowski (wielrenner)
Michał Kwiatkowski (Chełmża, 2 juni 1990) is een Pools wielrenner die anno 2024 rijdt voor INEOS Grenadiers.

## Biografie

### Jeugd
Kwiatkowski werd in 2007 Europees kampioen op de weg bij de junioren en tweede in de individuele tijdrit. Daarnaast won hij dat jaar het eindklassement van de Vredeskoers voor junioren, wat hij een jaar later herhaalde. In hetzelfde jaar schreef hij de Ronde van Łódź op zijn naam, een meerdaagse etappekoers in Polen.
In 2008 werd hij naast Europees kampioen tijdrijden bij de junioren, ook wereldkampioen tijdrijden bij de junioren en in 2009 Pools kampioen op de weg bij de beloften.

### Elite
In 2012 won Kwiatkowski de proloog in de Driedaagse van West-Vlaanderen.
In 2013 brak hij door bij de internationale wielertop. Hij wist als vierde en beste jongere te eindigen in Tirreno-Adriatico, werd vierde in de Amstel Gold Race, en eindigde op amper 23-jarige leeftijd als elfde in zijn eerste Ronde van Frankrijk. Daarnaast werd hij tevens nationaal kampioen van Polen.
Kwiatkowski begon 2014 uitstekend met overwinningen in onder meer de Ronde van de Algarve en de Strade Bianche, waar hij op indrukwekkende wijze Peter Sagan klopte. Eind september werd Kwiatkowski wereldkampioen op de weg in Ponferrada door een groepje favorieten, met onder anderen Simon Gerrans en Alejandro Valverde, voor te blijven in de laatste kilometers. Het voorjaar daarop won hij in de regenboogtrui de Amstel Gold Race, in de spurt van een groep van 20 vóór Alejandro Valverde en Michael Matthews.
In de wegwedstrijd op de Olympische Spelen in Rio de Janeiro eindigde Kwiatkowski op plek 62, vier dagen later werd hij veertiende in de tijdrit.
In 2017 won Kwiatkowski voor de tweede keer in zijn carrière de Strade Bianche. Ook schreef hij voor het eerst een wielermonument op zijn naam door te zegevieren in Milaan-San Remo, respectievelijk vóór Julian Alaphilippe en wereldkampioen Peter Sagan. Later in het seizoen won Kwiatkowski de Clásica San Sebastián.
In 2018 werd Kwiatkowski voor de tweede maal nationaal kampioen op de weg.
In 2022 won Kwiatkowski na een fotofinish voor de tweede keer de Amstel Gold Race door Cosnefroy te verslaan.
In 2023 won Kwiatkowski op de Franse nationale feestdag de dertiende etappe in de Ronde van Frankrijk. De finish lag op de Grand Colombier.

## Palmares

### Overwinningen
2007
 Europees kampioen op de weg, Junioren
Eindklassement Ronde van Łódź
2008
 Europees kampioen tijdrijden, Junioren
 Wereldkampioen tijdrijden, Junioren
2009
 Pools kampioen op de weg, Beloften
2e etappe Ronde van Slowakije
2012
Proloog Driedaagse van West-Vlaanderen
2013
1e etappe Tirreno-Adriatico (ploegentijdrit)
Jongerenklassement Tirreno-Adriatico
 Pools kampioen op de weg, Elite
UCI Ploegentijdrit in Firenze
2014
Trofeo Serra de Tramuntana
2e en 3e etappe Ronde van Algarve
Eindklassement Ronde van Algarve
Strade Bianche
1e etappe Tirreno-Adriatico (ploegentijdrit)
Puntenklassement Ronde van het Baskenland
Proloog Ronde van Romandië
 Pools kampioen tijdrijden, Elite
4e etappe Ronde van Groot-Brittannië
Puntenklassement Ronde van Groot-Brittannië
 Wereldkampioen wielrennen op de weg, Elite
2015
Proloog Parijs-Nice
Jongerenklassement Parijs-Nice
Amstel Gold Race
2016
E3 Harelbeke
2017
Strade Bianche
Milaan-San Remo
 Pools kampioen tijdrijden, Elite
Clásica San Sebastián
2018
2e en 5e etappe Ronde van Algarve
Eind- en puntenklassement Ronde van Algarve
Eindklassement Tirreno-Adriatico
Proloog en 3e etappe (PTT) Critérium du Dauphiné
 Pools kampioen op de weg, Elite
4e en 5e etappe Ronde van Polen
Eind- en puntenklassement Ronde van Polen
2019
Puntenklassement Parijs-Nice
2020
18e etappe Ronde van Frankrijk
2022
Amstel Gold Race
2023
 Pools kampioen tijdrijden, Elite
13e etappe Ronde van Frankrijk
2025
Clásica Jaén

### Resultaten in voornaamste wedstrijden
| Jaar | Ronde van Italië | Ronde van Frankrijk | Ronde van Spanje |
| ---- | ---------------- | ------------------- | ---------------- |
| 2011 |                  |                     |                  |
| 2012 | 136e             |                     |                  |
| 2013 |                  | 11e                 |                  |
| 2014 |                  | 28e                 |                  |
| 2015 |                  | opgave              |                  |
| 2016 |                  |                     | opgave           |
| 2017 |                  | 57e                 |                  |
| 2018 |                  | 49e                 | 43e              |
| 2019 |                  | 83e                 |                  |
| 2020 |                  | 30e (1)             |                  |
| 2021 |                  | 68e                 |                  |
| 2022 |                  |                     |                  |
| 2023 |                  | 49e (1)             |                  |
| 2024 |                  | 54e                 |                  |
| 2025 |                  |                     |                  |

| Jaar | Milaan-San Remo | Gent-Wevelgem | Ronde van Vlaanderen | Parijs-Roubaix | Amstel Gold Race | Luik-Bast.‑Luik | Ronde van Lombardije | Waalse Pijl | Strade Bianche | Clásica San Sebastián |  | WK op de weg |  | Wereldranglijsten |
| ---- | --------------- | ------------- | -------------------- | -------------- | ---------------- | --------------- | -------------------- | ----------- | -------------- | --------------------- |  | ------------ |  | ----------------- |
| 2011 |                 | 75e           | opgave               |                |                  |                 | opgave               |             |                |                       |  | 31e          |  |                   |
| 2012 |                 |               |                      |                | opgave           | opgave          |                      | opgave      |                |                       |  |              |  | 48e (UWT)         |
| 2013 | opgave          | opgave        | 40e                  |                | 4e               | 92e             | opgave               | 5e          |                | opgave                |  | opgave       |  | 23e (UWT)         |
| 2014 | opgave          |               |                      |                | 5e               | ↑               | 77e                  | ↑           | ↑              |                       |  | ↑            |  | 16e (UWT)         |
| 2015 | 67e             |               |                      |                | ↑                | 21e             | 54e                  | 33e         |                |                       |  | 8e           |  | 26e (UWT)         |
| 2016 | 40e             |               | 27e                  |                | opgave           | 36e             |                      |             | 20e            | 107e                  |  |              |  | 46e (UWT)         |
| 2017 | ↑               |               |                      |                | ↑                | ↑               | opgave               | 7e          | ↑              | ↑                     |  | 11e          |  | 6e (UWT)          |
| 2018 | 11e             |               | 28e                  |                | 31e              | 29e             |                      | 57e         | 30e            |                       |  | opgave       |  | 16e (UWT)         |
| 2019 | ↑               |               |                      |                | 11e              | 12e             |                      | 16e         |                |                       |  |              |  | 72e (UWR)         |
| 2020 | 15e             | opgave        | 54e                  |                |                  | 10e             |                      | 6e          | 12e            |                       |  | 4e           |  | 38e (UWR)         |
| 2021 | 17e             |               |                      | 70e            | 8e               | 11e             |                      | 23e         | opgave         |                       |  | 36e          |  |                   |
| 2022 | 16e             |               |                      | 77e            | ↑                | 100e            |                      | 92e         |                |                       |  |              |  |                   |
| 2023 | 139e            | opgave        |                      |                | 72e              | opgave          |                      | 115e        | 18e            |                       |  | opgave       |  |                   |
| 2024 | 54e             |               |                      |                | 35e              | opgave          |                      | opgave      | opgave         |                       |  |              |  |                   |
| 2025 |                 |               |                      |                |                  |                 |                      |             | opgave         | 89e                   |  |              |  |                   |

### Resultaten in kleinere rondes
| Jaar | Tour Down Under | Parijs-Nice | Tirreno-Adriatico | Ronde van Catalonië | Ronde van het Baskenland | Ronde van Romandië | Critérium du Dauphiné | Ronde van Zwitserland | Ronde van Polen | Eneco Tour |
| ---- | --------------- | ----------- | ----------------- | ------------------- | ------------------------ | ------------------ | --------------------- | --------------------- | --------------- | ---------- |
| 2012 |                 |             |                   |                     |                          | opgave             |                       |                       | ↑               | 8e         |
| 2013 |                 |             | 4e                |                     |                          |                    | opgave                |                       |                 |            |
| 2014 |                 |             | 18e               |                     | ↑                        | opgave             | opgave                |                       |                 |            |
| 2015 |                 | ↑ (1)       |                   |                     | 8e                       |                    |                       | 71e                   | opgave          |            |
| 2016 |                 |             | 8e                |                     |                          | opgave             | opgave                |                       | 34e             | opgave     |
| 2017 |                 |             | 27e               |                     | 30e                      |                    | 43e                   |                       |                 |            |
| 2018 |                 |             | ↑                 |                     | opgave                   |                    | 49e (1)               |                       | ↑ (2)           |            |
| 2019 |                 | ↑           |                   |                     | opgave                   |                    | 29e                   |                       |                 |            |
| 2020 |                 |             |                   |                     |                          |                    | opgave                |                       |                 |            |
| 2021 |                 |             | 51e               |                     |                          |                    | 68e                   |                       | ↑               |            |
| 2022 |                 |             | opgave            |                     |                          | opgave             |                       |                       |                 |            |
| 2023 |                 |             | 90e               |                     |                          |                    |                       | 29e                   | ↑               | 11e        |
| 2024 |                 |             | 98e               |                     | opgave                   |                    | 32e                   |                       |                 |            |
| 2025 | 52e             |             | opgave            |                     |                          |                    |                       |                       |                 |            |

## Ploegen
- 2010 –  Caja Rural
- 2011 –  Team RadioShack
- 2012 –  Omega Pharma-Quick Step
- 2013 –  Omega Pharma-Quick Step Cycling Team
- 2014 –  Omega Pharma-Quick Step Cycling Team
- 2015 –  Etixx-Quick Step
- 2016 –  Team Sky
- 2017 –  Team Sky
- 2018 –  Team Sky
- 2019 –  Team INEOS[2]
- 2020 –  Team INEOS
- 2021 –  INEOS Grenadiers
- 2022 –  INEOS Grenadiers
- 2023 –  INEOS Grenadiers
- 2024 –  INEOS Grenadiers
- 2025 –  INEOS Grenadiers

Wielerploegen van Michał Kwiatkowski
Armstrong (tot 16/02) ·
Beppu ·
Bewley ·
Brajkovič ·
Busche ·
Cardoso ·
Deignan ·
Hermans ·
Horner ·
Hunter ·
Irizar ·
King ·
Klöden ·
Kwiatkowski ·
Leipheimer ·
Lequatre ·
Machado · 
McCartney ·
McEwen ·
Moeravjov ·
Oliveira ·
Paulinho ·
Popovytsj ·
Rast ·
Rosseler ·
Rovny ·
Selander ·
Sergent ·
Zubeldia ·
Bennett (stagiair) ·
Parker (stagiair) ·
Sjaloenov (stagiair) 
Bandiera · Boonen · Brammeier · Cataldo · Chavanel · Chicchi · Ciolek · De Weert · Devenyns · Fenn · Gołaś · Grabsch · Keisse · Kwiatkowski · Leipheimer · Maes · Martin     · Pauwels · Pineau · Raboň · Steegmans · Štybar · Terpstra · Trentin · Vandenbergh · Vandewalle · Van Keirsbulck · P. Velits · M. Velits · Vermote · Hoorne (stagiair) · Sénéchal (stagiair)
Alaphilippe · Bakelants · Boonen · Brambilla · Cavendish · De Gendt · De Weert · Fenn · Gołaś · Keisse · Kwiatkowski  · Maes · Martin   · Meersman · Pauwels · Petacchi · Poels · Renshaw · Serry · Steegmans · Štybar · Terpstra · Trentin · Urán · Vakoč · Vandenbergh · Van Keirsbulck · M. Velits · Vermote · Verona
Alaphilippe · Boonen · Bouet · Brambilla · Cavendish · de la Cruz · Gołaś · Keisse · Kwiatkowski  · Lampaert · Maes · Martin · Meersman · Renshaw · Sabatini · Serry · Štybar · Terpstra · Trentin · Urán · Vakoč · Vandenbergh · Van Keirsbulck · M. Velits · Vermote · Verona · Wisniowski · Contreras (stagiair) · Gaviria (stagiair)
Boswell · Deignan · Fenn · Froome · Gołaś · Seb.Henao · Ser.Henao · Intxausti · Kennaugh · Kiryjenka   · Knees · König · Kwiatkowski · Landa · López · Moscon · Nieve · Nordhaug · Peters · Poels · van Poppel · Puccio · Roche · Rowe · Stannard · Swift · Thomas · Viviani · Zandio · Doull (stagiair)
Boswell · Deignan · Dibben · Doull · Elissonde · Froome · Geoghegan Hart · Gołaś · Seb. Henao · Ser. Henao · Intxausti · Kennaugh · Kiryjenka · Knees · Kwiatkowski · Landa · López · Moscon · Nieve · Poels · van Poppel · Puccio · Rosa · Rowe · Stannard · Thomas · Viviani · Wiśniowski
van Baarle · Basso · Bernal · Castroviejo · de la Cruz · Deignan · Dibben · Doull · Elissonde · Froome · Geoghegan Hart · Gołaś · Halvorsen · Seb. Henao · Ser. Henao · Intxausti · Kiryjenka · Knees · Kwiatkowski · Lawless · López · Moscon · Poels · Puccio · Rosa · Rowe · Sivakov · Stannard · Thomas · Wiśniowski
van Baarle · Basso · Bernal · Castroviejo · de la Cruz · Doull · Dunbar · Elissonde · Froome · Ganna · Geoghegan Hart · Gołaś · Halvorsen · Seb. Henao · Kiryjenka · Knees · Kwiatkowski · Lawless · Moscon · Narváez · Poels · Puccio · Rosa · Rowe · Sivakov · Sosa · Stannard · Swift · Thomas
Amador · Basso · Bernal · Carapaz  · Castroviejo · Dennis   · Doull · Dunbar · Froome · Ganna   · Geoghegan Hart · Gołaś · Hayter · Henao · Kiryjenka (t/m 31 januari) · Knees · Kwiatkowski · Lawless · Moscon · Narváez · Puccio · Rivera · Rodriguez · Rowe · Sivakov · Sosa · Stannard · Swift · Thomas · Van Baarle · Wurf (vanaf 1 februari)
Amador · Van Baarle · Basso · Bernal · Carapaz  · Castroviejo · De Plus · Dennis · Doull · Dunbar · Ganna     · Geoghegan Hart · Gołaś · Hayter · Henao · Kwiatkowski · Martínez · Moscon · Narváez · Pidcock (vanaf 1 februari) · Porte ·  Puccio · Rivera · Rodriguez · Rowe · Sivakov · Sosa · Swift · Thomas · Wurf · Yates · Plapp (stagiair)
Amador · Bernal · Carapaz  · Castroviejo · De Plus · Dunbar · Fraile · Ganna   · Geoghegan Hart · E. Hayter · Heiduk · Kwiatkowski · Martínez · Narváez · Pidcock · Plapp · Porte ·  Puccio · Rivera · Rodriguez · Rowe · Sheffield · Sivakov · Swift · Thomas · Tulett · Turner · Van Baarle · Viviani · Wurf · Yates · L. Hayter (stagiair)
- Virtual International Authority File: 313026407